# Wave Riders Association of Afghanistan
Die Wave Riders Association of Afghanistan (WRAA) ist der nationale Dachverband afghanischer Wellenreiter. Er wurde 2012 von dem Berliner Juristen mit afghanischen Wurzeln Afridun Amu gegründet und 2014 von der International Surfing Association (ISA) offiziell anerkannt. Im Zeitraum vom 22. bis zum 25. Mai 2015 hielt die WRAA in Ericeira die ersten afghanischen Meisterschaften im Wellenreiten ab. Im Mai 2017 nahm Afghanistan auch zum ersten Mal an den ISA World Games in Biarritz teil.

## Leitsätze
- Das Zusammenbringen afghanischer Surfer.
- Den Surfsport der afghanischen Bevölkerung näher bringen.
- Der Außenwelt ein Afghanistan näher bringen.